# Holopogon ni
Holopogon ni är en tvåvingeart som beskrevs av Tomasovic 2006. Holopogon ni ingår i släktet Holopogon och familjen rovflugor. Inga underarter finns listade i Catalogue of Life.